# 葵潭农场
葵潭农场是位于中国广东省揭阳市惠来县的一个國營農場，隶属于广东省农垦集团公司揭阳分公司（揭阳农垦局）。所在区域列为惠来县的一个类似乡级单位。

## 行政区划
下辖以下地区：
场部社区、南湖村和湖美村。